# Краснознаменское (Багратионовский район)
Краснознаменское — посёлок в Багратионовском районе Калининградской области. Входит в состав Долгоруковского сельского поселения. В прошлом состоял из двух отдельных поселений: Долльштедт и Фогельзанг.

## География
Посёлок Краснознаменское находится на правобережье реки Майской (бассейн Прохладной), в 13 км к северо-западу от города Багратионовска.

## История
Первое упоминание о Долльштедте относится к 1340-1350 годам.
Фогельзанг был основан в 1848 году и находился на расстоянии одного километра от Долльштедта.
В 1946 году Долльштедт и Фогельзанг были объединены под русским названием поселок Краснознаменское.

## Население
| 2002 | 2010 |
| ---- | ---- |
| 261  | ↘206 |